# Pradhania gracilis
La pradhania (Pradhania gracilis) è un dinosauro erbivoro appartenente ai sauropodomorfi. Visse nel Giurassico inferiore (Sinemuriano, circa 190 milioni di anni fa) e i suoi resti fossili sono stati ritrovati in India.

## Descrizione
Questo dinosauro è conosciuto per alcuni resti molto incompleti, comprendenti un cranio parziale, parte di una mano e alcune vertebre. Le dimensioni dovevano aggirarsi intorno ai quattro metri di lunghezza. Come molti sauropodomorfi primitivi, Pradhania doveva possedere un corpo relativamente snello, un collo moderatamente allungato e un cranio piccolo e dotato di denti a forma di foglia. Pradhania possedeva una caratteristica unica (autapomorfia), data da una cresta mediale molto prominente sulla mascella.

## Classificazione
Questo dinosauro è stato descritto per la prima volta nel 2007, e i suoi resti provengono dalla formazione Dharmaram in India. È stato considerato un sauropodomorfo basale (primitivo) dagli autori dello studio; i sauropodomorfi si originarono da forme arcaiche, piccole e gracili, per poi evolversi verso forme dalla corporatura robusta, quadrupedi e di dimensioni gigantesche (i sauropodi). Secondo lo studio Pradhania era più evoluto di forme come Thecodontosaurus e Pantydraco, ma meno derivato rispetto ai plateosauridi e ai massospondilidi. Un altro team di paleontologi, in uno studio più recente (Novas et al., 2011), ha invece compiuto un'analisi cladistica secondo la quale Pradhania risulterebbe un massospondilide.
Un altro sauropodomorfo rinvenuto negli stessi luoghi e nella stessa formazione, Lamplughsaura, era di dimensioni maggiori e probabilmente più derivato.